# PvE
PvE — скорочення від англ. Player versus Environment, гравець проти навколишнього середовища.
Подане визначення описує аспект гри, який полягає у взаємодії з різними NPC (неігровими персонажами), керованими програмою. Це може бути підпрограма однокористувальницької гри, серверна частина MMORPG, бот в іграх жанру шутер від першої особи тощо. Відповідно, PvE означає процес спілкування з ігровою всесвіту, незалежно від виду цього спілкування. Практично завжди в MMORPG процес PvE є єдиним способом розвитку («прокачування») персонажа. Наприклад моб — це спеціальний NPC, за вбивство якого гравцеві можуть нараховуватися «очки досвіду» (за які гравець може купити нові вміння, поліпшити наявні, підвищити рівень та т.п.), певну кількість ігрової валюти, деякий предмет і т. д. Багато завдань (квесту) також зводяться до досягнення деяких цілей в області PvE.
Інший аспект ігор — битви з персонажами, керованими іншими живими гравцями — має аналогічне позначення — PvP (англ. Player versus Player).
Це термінологічне розділення продиктоване міркуваннями зручності. Кожний гравець може віддавати перевагу PvP або PvE. Арсенал гравця, тактика і стратегія в них здебільшого сильно розрізняються.
Термін з'явився і найбільш часто застосовується в контексті MMORPG та комп'ютерних ігор. Багато гравців вважають що PvM (англ. Player versus Mobs) є синонімом PVE, проте такі поняття слід розмежовувати.